# 壽永
壽永（1182年6月29日—1185年4月25日）是日本的年號之一。這個時代的天皇是安德天皇與後鳥羽天皇，也是後白河法皇於1183年恢復的院政期。武家首領是時任內大臣的平宗盛及前右兵衛權佐源賴朝。
這個年號使用的時代發生源平合戰。寿永为平氏年号，源氏方面于1183年9月8日拥立後鳥羽天皇后使用此年号。

## 改元
- 養和二年（或治承六年）五月二十七日（1182年6月29日） 改元壽永。
- 壽永三年（治承八年）四月十六日（1184年5月27日） 源氏改元元曆。
- 壽永四年（元曆二年）三月二十四日（1185年4月25日） 平氏滅亡。

## 出處
出自「詩經」「周頌・載見」裡「率見昭考，以孝以享，以介眉壽。永言保之，思皇多祜」的「壽」、「永」二字。

## 大事記
- 壽永二年：後鳥羽天皇踐祚。
- 壽永三年：宇治川之戰爆發：源範賴與源義經之軍隊大破源義仲軍。
- 壽永四年：壇之浦之戰爆發：平氏滅亡。

## 紀年和曆對照表
表格中各月的干支即為各月的第1日，「大」表示該月有30日，「小」表示該月有29日，「閏月」表格中的漢文數字表示該年為閏某月（比如「十壬戌」裡有漢文數字「十」，即表示該行所在年份有閏十月），各月初一底下的數字表示對應的西曆日期。
| 西曆   | 干支 | 紀年     | 正月   | 二月   | 三月   | 四月   | 五月   | 六月   | 七月   | 八月   | 九月   | 十月   | 十一月 | 十二月    | 閏月     |
| ------ | ---- | -------- | ------ | ------ | ------ | ------ | ------ | ------ | ------ | ------ | ------ | ------ | ------ | --------- | -------- |
| 1182年 | 壬寅 | 壽永元年 |        |        |        |        | 庚午大 | 庚子小 | 己巳大 | 己亥大 | 己巳小 | 戊戌大 | 戊辰小 | 丁酉大    |          |
| 1182年 | 壬寅 | 壽永元年 |        |        |        |        | 6/3    | 7/3    | 8/1    | 8/31   | 9/30   | 10/29  | 11/28  | 12/27     |          |
| 1183年 | 癸卯 | 壽永二年 | 丁卯小 | 丙申大 | 丙寅小 | 乙未小 | 甲子大 | 甲午小 | 癸亥大 | 癸巳大 | 癸亥小 | 壬辰大 | 辛卯大 | 辛酉大    | 十壬戌小 |
| 1183年 | 癸卯 | 壽永二年 | 1/26   | 2/24   | 3/26   | 4/24   | 5/23   | 6/22   | 7/21   | 8/20   | 9/19   | 10/18  | 12/16  | 1184/1/15 | 11/17    |
| 1184年 | 甲辰 | 壽永三年 | 辛卯小 | 庚申大 | 庚寅小 | 己未小 | 戊子大 | 戊午小 | 丁亥大 | 丁巳大 | 丁亥小 | 丙辰大 | 丙戌大 | 丙辰小    |          |
| 1184年 | 甲辰 | 壽永三年 | 2/14   | 3/14   | 4/13   | 5/12   | 6/10   | 7/10   | 8/8    | 9/7    | 10/7   | 11/5   | 12/5   | 1185/1/4  |          |
| 1185年 | 乙巳 | 壽永四年 | 乙酉大 | 乙卯小 | 甲申大 |        |        |        |        |        |        |        |        |           |          |
| 1185年 | 乙巳 | 壽永四年 | 2/2    | 3/4    | 4/2    |        |        |        |        |        |        |        |        |           |          |

| 壽永       | 元年     | 二年     | 三年              | 四年     |
| ---------- | -------- | -------- | ----------------- | -------- |
| 源氏之年號 | 治承六年 | 治承七年 | 治承八年 元曆元年 | 元曆二年 |

## 同期存在的其他政權之紀年
- 日本
  - 治承（1177年－1184年）：後鳥羽天皇與源氏之年號
  - 元曆（1184年－1185年）：後鳥羽天皇與源氏之年號
- 中國
  - 淳熙（1174年－1189年）：宋—宋孝宗趙昚之年號
  - 嘉會（1181年－1184年）：大理—段智興之年號
  - 元亨（1185年－1195年）：大理—段智興之年號
  - 天喜（1178年－1211年）：西遼—末主耶律直魯古之年號
  - 大定（1161年－1189年）：金—金世宗完顏雍之年號
  - 乾祐（1170年－1193年）：西夏—夏仁宗李仁孝之年號
- 越南
  - 貞符（1176年－1186年）：李朝—李龍翰之年號